# Plačilni razred
Plačilni razred je del plačilne lestvice, katere vrednost je izražena v nominalnem znesku. Plačilni razredi posledično sestavljajo plačilno lestvico. S pomočjo uvrstitve poklica v plačilni razred se določi osnovna plača delavca.